# Teenage Mutant Ninja Turtles (avisstribe)
Teenage Mutant Ninja Turtles var en amerikansk avisstribe med Teenage Mutant Ninja Turtles. Serien startedes af Creator's Syndicate 10. december 1990 og gik indtil januar 1997.
Serien var en sort-hvid en-lags stribe, der gik alle ugens dage, i det lørdagsstriben i en periode dog var afsat til fankreationer. Søndagsudgaven vat en blanding af opgaver og fankreationer i den første tid men skiftede senere til kun at have fankreationer. Blandt de folk, der arbejdede på serien, var Ryan Brown, Dan Berger, Jim Lawson, Michael Dooney, Steve Lavigne og Dean Clarrain.
Nogle af striberne har været genoptrykt i Comics Revue nr. 58-82. Udgivelse i albumform har derudover været på tale omkring 1994, men ingen forlag var interesserede. Til gengæld har striberne været "genudsendt" på den officielle Ninja Turtles-hjemmeside og på GoComics.com men er senere forsvundet fra begge steder.